# 丹下桜
丹下 桜（たんげ さくら、1973年3月24日 - ）は、日本の女性声優、歌手、絵本作家、ナレーター。愛知県葉栗郡木曽川町（現：一宮市）出身。ピクニック所属。既婚。
代表作は『カードキャプターさくら』（木之本桜）、『ラブプラスシリーズ』（小早川凛子）、『アンドロイド・アナ MAICO 2010』（MAICO、スーパーMAICO）、『あにゃまる探偵 キルミンずぅ』（羽鳥カノン）、『アボンリーへの道』（セーラ・スタンリー）、 『THE DOG OF FLANDERS フランダースの犬』（アロア）など。

## 経歴

### 生い立ち
幼少期から誰が聞いてもわかる独特の声質にコンプレックスを持っていたが、高校3年生のときに声優を取り上げたドキュメンタリー番組や映画『魔女の宅急便』を観て、逆にそれを活かしたいと考えるようになり声優を志す。それまでは、アニメのエンディングのスタッフロールなどで、職業としての声優があることは知っていたが、アイドル、タレント、野球選手など遠い夢のように感じていたという。養成所に通うのが近道と考え、雑誌やパンフレットを調べると大半が東京所在だったが、意を決して上京する。
高校卒業後は都内の親戚宅から実践女子短期大学生活文化学科A系に通いながら、養成所の学費を稼ぐためアルバイトに励む。上京から半年後、学費は分割納入も可能だと知り、声優養成所の東京アナウンスアカデミー（現在の東京アナウンス・声優アカデミー）の声優実践コースに入所手続きをとる。しかし当時18歳の未成年だったため、保証人の親に連絡が行く。当時はまだ声優志望の旨を告げていなかったため、両親に知られることとなる。両親には養成所の名を利用し、アナウンサーを育成するところで自身も志望しており、周りの子たちは通学しながら習い事くらいはしていると話し、その場を乗り切った。1993年に短大を卒業し、アカデミーも卒業。短大卒業後は就職せず、2年頑張って芽が出なかったら実家に戻ると両親を説得し、声優の仕事を月に1、2本こなしながら塾や予備校の事務などのアルバイトで生活する日々を送った。
後に青二塾を経て1994年にジュニア入りし、青二プロダクションに所属。プロとしての初仕事は実写のOL役だった。同年に『忍たま乱太郎』のユキ役でデビューする。翌1995年に準所属、1997年より正所属となる。

### 長期休業
1999年12月31日、青二プロダクションとの契約を終了し、個人事務所であるプライムローズに移籍、2000年4月18日のライブを最後に声優業を長期休業する。
2000年5月31日、インターネット上に自身運営の「WONDER-NET」を立ち上げ、以降は独自の活動を展開する。名義を「Little Seraph→ANGEL→さくら→たんげさくら」と変えながら定期的にライブを開催し、ボイスヒーリングCDのリリースやボイスヒーリングのワークショップ等の活動を行う。改名があったため「丹下桜・現さくら」と表記されることもあった。
2005年7月18日、「WONDER-NET」内にて同月に異業種の男性と入籍したことを発表。同年3月、PS2用ゲーム『イース -ナピシュテムの匣-』のヒロインのオルハ役と、同年8月のドラマCD『萌音』の松嶋友萌役で一時的に声優業を再開。
2008年からは絵本作家としても活動。

### 声優業再開
2009年、ニンテンドーDS用ゲーム『ラブプラス』（KONAMI）の「小早川凛子」役で本格的に声優業を再開した。再開に当たって、マネジメントを有限会社ピクニック に委託。収録インタビューで、他の演者と共に芝居をするのは「10年ぶり」と語っている。また同年、『あにゃまる探偵 キルミンずぅ』の「羽鳥カノン」役で約9年ぶりにアニメ作品へ声をあてた。
この他の活動としては、作詞家として後輩の後藤沙緒里や竹達彩奈に詞を提供している。また朗読活動も行っており、朗読は声優業を休業している時期も行っていた。

## 特色
主に天真爛漫で活発な少女を演じることが多い。代表作のひとつである『カードキャプターさくら』の木之本桜役は、高校生の時に読んでいた『聖伝-RG VEDA-』からCLAMPの漫画作品が好きで、原作のファンだった丹下本人が強く希望してオーディションに参加し合格したもの。アニメ化決定前から、自身で声をあてて読んでいたとのこと。作品スタッフが取材で「名前が一緒だったからキャスティングしたわけじゃありませんよ」と言ってくれたが、運命を感じずにはいられなく、「出たい！」と思っていた作品であったという。
桜はある意味、優等生で、トップアイドルでアイドルとしての崩せないラインようなものがあり、できるありったけのかわいさの粋を結集させて演じていたため、それだけ少し大変でもあった。桜を演じる時は、最初に準備運動からであり、第1話の自己紹介を言ってから、「大丈夫、さくらちゃんになった！」という感じで演じていた。そういう大変さはあったが、桜を見ていると癒やされており、年下系の女の子役を演じさせてくれることが多かったため、そういう女の子たちを演じていると、その日はずっとふんわりとした気持ちで過ごせていたという。『カードキャプターさくら』以前にも同じCLAMPの原作の作品のOVA『不思議の国の美幸ちゃん』でユリ役を演じていた。
『ラブプラス』の小早川凛子役は自身が初めて演じたツンデレキャラで、幅を広げてくれた役と述べている。それまでは好きな人がいたら全面的に「好き！」と突き進むタイプの女の子役を演じることが多く、発売前は「選んでくれる人がいないんじゃないか」と不安だったという。
『ガールフレンド(仮)』のクロエ・ルメールの声が"破壊力が半端ではない"とネット評を受けるように、半鼻音系列の声質には担当キャラクターの"年齢を下げる効果"があるとされている。
また、『デュエル・マスターズVS』の滝川るるはこれまでのキャラのイメージを覆す"破壊的いじられ系ヒロイン"であり、監督の佐々木忍に直筆で謝罪されたほどである。

## 人物
丹下家の長女で弟が2人いる（2歳下と11歳下）。名前の由来は、地元の名所である木曽川堤の桜並木である。末弟は変声前までは丹下と声が似ており、実母でも電話では区別がつかないほどだった。前述のように両親には養成所に通うのは自身がアナウンサー志望だからと誤魔化したが、後に母もかつてはアナウンサー志望だったことを教えられ、あっさりと賛同を得られた。
高校時代は、卒業後にイギリス留学という道を考えた時期もあったという。入学願書も取り寄せたものの、両親からの反対に遭い断念している。上京後は短大に通う一方、声優養成所と並行して英会話教室にも通っており、英検2級の資格も所有している。英語は「いざというときの保険のため」だったとのこと。小学校時代から高校1年ごろまでピアノも習っており、特技として挙げている。
愛犬家で、2023年現在「すず」というトイプードルを飼っており、オフィシャルブログにしばしば登場している。以前は「くぅ」というトイプードルを飼っており、同じくブログ上にも登場していた。上京する以前も実家で何匹も犬を飼っていた。
デビューするまでは声優本人にはあまり興味がなかったが『忍たま乱太郎』で高山みなみと共演して以来、自分の中で声優というものが確かな重みをもって感じられるようになり、高山がお姉さん的存在で、同じく忍たまで共演した学園長役の辻村真人を先生のようだと述べている。
声優界では菊池志穂や氷上恭子と仲が良い。菊池とは同い年でデビューの時期もほぼ同じであり、現場で一緒になることが多く、共演した『電脳戦隊ヴギィ'ズ★エンジェル』関連のユニット「ちぇりっしゅ・もんきい」をふたりで組んでいた時期も存在する。旧ブログにて一緒に飲みに行くのが一番多い人物として菊池の名を挙げており、どんなに頼まれても他言できない「女の子トーク」ができる貴重な友達と記している。
自身の性格については「感情的っていうか感覚的っていうか。好き嫌いがハッキリしています」と評している。

## 長期休業中の代役・後任
丹下の長期休業中に、持ち役を引き継いだ人物は以下の通り。
| 代役・後任   | 役名     | 概要作品                          | 代役・後任の初担当作品            |
| ------------ | -------- | --------------------------------- | --------------------------------- |
| 國府田マリ子 | ユキ     | 『忍たま乱太郎』                  | 第9期                             |
| 飯塚雅弓     | 佐賀沙織 | 『逮捕しちゃうぞ』                | 『逮捕しちゃうぞ SECOND SEASON』  |
| 桑島法子     | かすみ   | 『デッド オア アライブ シリーズ』 | 『デッド オア アライブ3』         |
| 釘宮理恵     | 原田梨紗 | 『D・N・ANGEL WINK』シリーズ      | 『D.N.ANGEL?A Legend of Vampire』 |
| 堀江由衣     | 沙桐     | 『きらきら馨る』                  | 『きらきら馨る もうすぐ入内篇1』  |

「デッド オア アライブ シリーズ」は、2011年5月発売の『デッド オア アライブ ディメンションズ』で復帰した。

## 出演
太字はメインキャラクター。

### テレビアニメ
1994年
- 忍たま乱太郎（1994年 - 2000年、ユキ〈2代目〉）
- ママレード・ボーイ（1994年 - 1995年、佐久間すず）
- クレヨンしんちゃん（ひとみ、お千代、かえで姫、女の子、看護婦、藤原紀香）
- 蒼き伝説シュート!（女の子）

1995年
- 空想科学世界ガリバーボーイ（プリポン、チュチュン）
- ちびまる子ちゃん（ジニー、リリィ）
- ロミオの青い空（アニタ）
- とんでぶーりん（竜巻ひとみ）
- 美少女戦士セーラームーンSuperS（秋山ミハル）

1996年
- いじわるばあさん（第2作）（亜美）
- ゲゲゲの鬼太郎（第4作）（法子）
- 魔法少女プリティサミー（ケーキ女）
- 逮捕しちゃうぞ（佐賀沙織）

1997年
- フォーチュン・クエストL（プルル）
- MAZE☆爆熱時空（ミル・ヴァルナ）
- アニメがんばれゴエモン（1997年 - 1998年、おみつ）
- BURN-UP EXCESS（1997年 - 1998年、リリカ・エベット）

1998年
- アンドロイド・アナ MAICO 2010（MAICO / スーパーMAICO）
- カードキャプターさくら（1998年 - 2000年、木之本桜） - 2シリーズ
- YAT安心!宇宙旅行（第2期）（マロン）
- ガサラキ（1998年 - 1999年、村井沙生中尉）

1999年
- 天使になるもんっ!（ミューズ）
- 無限のリヴァイアス（和泉こずえ）
- トラブルチョコレート（ヒナノ）
- 人形草紙あやつり左近（秋月四帆）

2009年
- それいけ!アンパンマン（アミちゃん、ケーキくん、おだいりくん、ケーキちゃん 他）
- あにゃまる探偵 キルミンずぅ（羽鳥カノン）

2011年
- これはゾンビですか?（妄想ユー）
- DOG DAYS（2011年 - 2015年、ビオレ・アマレット） - 3シリーズ
- 神のみぞ知るセカイII（杉本四葉）
- SKET DANCE（2011年 - 2012年、美空レミ）

2012年
- アクエリオンEVOL（クレア・ドロセラ）
- 名探偵コナン（2012年 - 2016年、米原桜子）
- マジでオタクなイングリッシュ!りぼんちゃん 〜英語で戦う魔法少女〜（2012年 - 2013年、七色りぼん） - 2シリーズ

2013年
- ガッチャマン クラウズ（2013年 - 2015年、総裁X） - 2シリーズ

2014年
- デュエル・マスターズ シリーズ（2014年 - 2022年、滝川るる / 切札るる、ハムるる、“破舞”チュリス、ふでがき師匠、ボーボボ・ボーボ坊、フォー・ユー） - 9シリーズ
- にゃん府
- ドラゴンコレクション（2014年 - 2015年、ナスターシャ、ヒロの母）
- 魔法科高校の劣等生（小野遙）
- 彼女がフラグをおられたら（大名侍鳴）
- ガールフレンド（仮）（クロエ・ルメール）
- 棺姫のチャイカ AVENGING BATTLE（チャイカ・ハルトゲン）

2015年
- 冴えない彼女の育てかた（ヒロイン）

2016年
- プリパラ（秋子）
- CHEATING CRAFT（サメ試験官）
- ぐだぐだオーダー（かわいいローマ）

2017年
- アイドル事変（泉沢めぐ）
- Fate/Apocrypha（黒のアサシン / ジャック・ザ・リッパー）
- 徒然チルドレン（パトリシア・コールフィールド）
- 鬼灯の冷徹（2017年 - 2018年、チュン） - 2シリーズ

2018年
- カードキャプターさくら クリアカード編（木之本桜）
- Fate/EXTRA Last Encore（セイバー / ネロ・クラウディウス）
- 3D彼女 リアルガール（いろり）
- ソードアート・オンライン アリシゼーション（2018年 - 2020年、カーディナル） - 2シリーズ
- マンガで分かる!Fate/Grand Order（ジャック・ザ・リッパー）

2019年
- ぱすてるメモリーズ（少女）
- 盾の勇者の成り上がり（2019年 - 2025年、フィトリア） - 4シリーズ

2020年
- 痛いのは嫌なので防御力に極振りしたいと思います。（2020年 - 2023年、ドラぞう、ふあふわふれあいルームの猫たち） - 2シリーズ
- のりものまん モービルランドのカークン（2020年 - 2022年、プリンちゃん）
- プリンセスコネクト!Re:Dive（2020年 - 2022年、イリヤ） - 2シリーズ
- ぐらぶるっ!（カリオストロ）

2022年
- その着せ替え人形は恋をする（天花寺ミライ）

2024年
- 魔法少女にあこがれて（みみる）

2025年
- ＃コンパス2.0 戦闘摂理解析システム（Voidoll / Bugdoll）

### 劇場アニメ
1990年代
- 翔べ！ペガサス －心のゴールにシュート－（1995年、ミッキー）
- 青い目の人形物語（1996年、和寺千夏）
- 映画 忍たま乱太郎（1996年、ユキ）
- 校長先生が泳いだ（1996年、なつみ）
- ドラえもん のび太と銀河超特急（1996年、ジェーン）
- ハーメルンのバイオリン弾き（1996年、ベルリラ姫）
- THE DOG OF FLANDERS フランダースの犬（1997年、アロア〈少女期〉）
- MAZE☆爆熱時空 天変脅威の大巨人（1998年、ミル・ヴァルナ）
- 劇場版カードキャプターさくら（1999年、木之本桜）
- ザ☆ドラえもんズ おかしなお菓子なオカシナナ?（1999年、ハニー姫）

2000年代
- 劇場版カードキャプターさくら 封印されたカード（2000年、木之本桜）

2010年代
- それいけ!アンパンマン たのしくてあそび ママになったコキンちゃん!?（2014年、てふてふ）
- 猫企画（2018年、ユガミ / 社長）

2020年代
- Fate/Grand Order -終局特異点 冠位時間神殿ソロモン-（2021年、ネロ・クラウディウス）

### OVA
1990年代
- 幽幻怪社（1994年、店員）
- ようちえん戦隊げんきっず（1994年 - 1998年、さやか）
- 湘南爆走族 10 FROM SAMANTHA（1995年、石川杏奈）
- 不思議の国の美幸ちゃん（1995年、ユリ）
- ダ－ティペア FLASH2 Vol.2 Seventeenミステリ－学園（1995年、沙織）
- 鬼切丸 第四章（1995年、三女）
- お嬢様捜査網（1996年、周麗華）
- BURN-UP W FILE 1 - 4（1996年、リリカ・エベット）
- MAZE☆爆熱時空（1996年、ミル・ヴァルナ） - 3作品
- 電脳戦隊ヴギィ'ズ★エンジェル（1996年 - 1999年、ミディ・ザ・ガール） - 7作品
- ファイアーエムブレム 紋章の謎（1996年、シーダ）
- ありす in Cyberland（1997年、大谷舞）
- B'T X NEO（1997年、リリー）
- 魔界転生（1998年、お縫）
- ガラスの仮面（1998年、マリエンヌ役の女史）
- ときめきメモリアル（1999年、秋穂みのり）
- メルティランサー The Animation（1999年 - 2000年、アンジェラ） - 6作品

2000年代
- 犬木加奈子絶叫コレクション 学校がこわい！（2000年、蝶子）

2010年代
- Fate/EXTRA劇場（2010年、セイバー） - TYPE-MOONエース VOL.6 特製DVD
- アスタロッテのおもちゃ! EX（2011年、フィー）
- カーニバル・ファンタズム（2011年、赤セイバー）
- 神のみぞ知るセカイ（2012年、杉本四葉）
- DOG DAYS"（2015年、ビオレ・アマレット）
- カードキャプターさくら クリアカード編 プロローグ さくらとふたつのくま（2017年、木之本桜）
- GRANBLUE FANTASY The Animation Extra 2（2017年、カリオストロ）

2020年代
- 鬼灯の冷徹（2020年、チュン） - コミックス第31巻DVD付き限定版
- Fate/Grand Carnival（2021年、ネロ・クラウディウス、ジャック・ザ・リッパー）

### Webアニメ
- こいけん! 〜私たちアニメになっちゃった!〜（2012年、山吹蛍）
- アイドロップス（2016年、コンドロイチン硫酸エステルナトリウム[73]）
- 【#コンパス】Voidoll irregular【短編アニメ】（2018、Voidoll）
- Fate/Grand Order -絶対魔獣戦線バビロニア- Episode 0 Initium Iter（2019年、ネロ・クラウディウス）
- 人形学園（2022年、シーリン[74]）
- Fate/Grand Order 藤丸立香はわからない（2023年 - 2025年、ネロ・クラウディウス、ジャック・ザ・リッパー） - 1シリーズ + 特別編1作品[一覧 14]

### ゲーム
1994年
- ぽっぷるメイル（女の子B） - PCエンジン版
- スーパーリアル麻雀PV（早坂晶〈初代〉） - 3作品

1995年
- 同級生（鈴木美穂）
- ドラゴンナイト＆グラフィティ（ルル）
- プライベート・アイ・ドル（三原かんな）
- レッスルエンジェルス DOUBLE IMPACT（小縞聡美、コリィスナイパ－）

1996年
- ありす in Cyberland（大谷舞）
- お嬢様捜査網（周麗華）
- GO!GO!バーディーチャンス（早坂智恵）
- 時空探偵DD 幻のローレライ（エルヴィン・グルンツ）
- DE・JA（りゃんりゃん）
- DEAD OR ALIVE（1996年 - 1999年、かすみ） - 3作品
- 同級生if（鈴木美穂）
- トゥルー・ラブストーリー（1996年 - 1999年、南弥生） - 3作品
- 忍たま乱太郎2（ユキ）
- PC Engine FAN Secial CD-ROM2 Vol.1（ときめき放課後クラブCD-ROMバージョンのナビゲーター）
- ビルクラッシュ（タエコ）
- フェーダ・リメイク 〜エンブレム・オブ・ジャスティス〜（コノリー・ラフレシア）
- ぷよぷよCD通（バロメッツ、ふたごのケットシー）
- ボイスパラダイス エクセラ（丹下桜）
- メルティランサー（1996年 - 1999年、アンジェラ） - 4作品
- LUNAR シルバースターストーリー（ピリア、フェイシア） - 3作品

1997年
- アニメフリークFX Vol.4（ナンジャタウンのレポーター）
- あやかし忍伝くの一番（久野月葉）
- エルフィンパラダイス（ローズマリー）
- どきどきON AIR（さくら） - 2作品
- ときめきメモリアルドラマシリーズ（1997年 - 1999年、秋穂みのり） - 3作品
- ネクストキング 恋の千年王国（サフラン）
- パワードール2（エリィ・スノウ）
- HAUNTEDじゃんくしょん 聖徒会バッジを追え!（ヤミ子）
- マネーアイドルエクスチェンジャー（三越さくら）
- 桃太郎道中記（きじた）
- 悠久幻想曲シリーズ（1997年 - 2000年、マリア・ショート） - 5作品
- 雷弩機兵ガイブレイブ（ガイリータ）
- ラダマントゥスG THE BLACK ARTS（早乙女桃子）
- 惑星攻機隊りとるキャッツ（リムリィ・アーシアン）

1998年
- がんばれゴエモン〜でろでろ道中 オバケてんこ盛り〜（おみっちゃん、ミスインパクト）
- がんばれゴエモン〜来るなら恋! 綾繁一家の黒い影〜（おみっちゃん、綾繁ボン）
- 仙窟活龍大戦カオスシード（ヒロイン、ナレーション）
- にじいろトゥインクル 〜ぐるぐる大作戦〜（トウリ）
- プリンセスクエスト（カスタード）
- プリズムコート（笹沢早苗）
- 封神演義（1998年 - 1999年、鄧嬋玉、雷震子、胡喜媚） - 2作品
- 雷弩機兵ガイブレイブII（ナユリータ）
- リアル麻雀アドベンチャー 海へ Summer Waltz（早坂晶）

1999年
- カードキャプターさくら（1999年 - 2004年、木之本桜） - 5作品
- REVIVE... 〜蘇生〜（穂高由月）
- Sequence Palladium 2 〜闇の笑声〜（ティア・ウェル）

2000年
- アジト3（吉野姫子）
- オズの魔法使い 〜Another World〜 Rung Rung（ドロシー）
- テトリス with カードキャプターさくら エターナルハート（木之本桜）
- 熱闘ゴルフ（フジコ）

2005年
- イース -ナピシュテムの匣-（オルハ、キサ、マーヴ）

2009年
- ラブプラス（小早川凛子）
- LUNAR ハーモニー オブ シルバースター（フェイシア、ピリア）

2010年
- こいけん!（山吹蛍）
- Fate/EXTRA（2010年 - 2013年、セイバー〈ネロ・クラウディウス〉） - 2作品

2011年
- DEAD OR ALIVE Dimensions（カスミα、Alpha-152）
- DUNAMIS15（後藤眞波）
- ルーンファクトリー オーシャンズ（エレクトラ・ハッタイン・ヴィヴィアージュ）

2012年
- カードキャプターさくら 〜さくらと不思議なカード〜（木之本桜）
- ガールフレンド（仮）（2012年 - 2024年、クロエ・ルメール） - 3作品
- トキメキファンタジー ラ・テール
- NEWラブプラス（小早川凛子）
- ラブ☆トレ〜Mint〜（朝霧れいな）
- とびたて!超時空トラぶる花札大作戦（セイバー）

2013年
- 月英学園 -kou-（兼城いずみ）
- サーガ・オブ・ファンタズマ
- 神撃のバハムート（ユニコ、カリオストロ）
- セブンスドラゴン2020-II
- ファンタジーアース ゼロ
- 桃色大戦ぱいろん（ナユタ・エーデルワイス、花ケ崎みろ）
- アンジュ・ヴィエルジュ 〜第2風紀委員 ガールズバトル〜（コードΩラウラ、ライム・キャットハンズ）

2014年
- ガールズ×マジック（仁藤司）
- グランブルーファンタジー（2014年 - 2024年、カリオストロ、マキュラ・マリウス、木之本桜） - 4作品
- 神撃のバハムート（ユニコ）
- 神話帝国ソウルサークル（賢女シバ）
- 第3次スーパーロボット大戦Z 時獄篇 / 天獄篇（2014年 - 2015年、クレア・ドロセラ） - 2作品
- NEWラブプラス+（小早川凛子）

2015年
- 三国戦紀WEB（貂蝉）
- 車なごコレクション（BRZ、86）
- 白猫プロジェクト（エクセリア・クルス）
- ひとつ飛ばし恋愛V（神木いくる）
- Fate/Grand Order（2015年 - 2024年、ネロ・クラウディウス、ジャック・ザ・リッパー、ソドムズビースト/ドラコー） - 2作品
- プリンセスコネクト!（イリヤ・オーンスタイン）
- メビウス ファイナルファンタジー（エコー）

2016年
- ＃コンパス 戦闘摂理解析システム（Voidoll）
- Shadowverse（ユニコ）
- 白猫テニス（エクセリア・クルス）
- シンデレライレブン（高円寺ジェシカ）
- 星界神話（メイプル）
- 戦舞幻想曲（エリカ・フランズ）
- ソラヒメ ACE VIRGIN -銀翼の戦闘姫-（スピットファイア、SU-17 他）
- タワーオブプリンセス（輝夜姫）
- テイルズ オブ アスタリア（カリオストロ）
- 凍京NECRO〈トウキョウ・ネクロ〉（Substance-Concept） - 18禁作品
- はじめてのノベルゲーム（ラズ）
- ひめがみ絵巻（月夜見）
- Fate/EXTELLA（2016年 - 2018年、ネロ・クラウディウス） - 2作品
- BLAZING ODYSSEY（小悪魔マニニ）
- マジガーーーーール!!!（幸村ひなた）
- ロード オブ ヴァーミリオン Re：3（カリオストロ）

2017年
- 究極×進化！戦国ブレイク（茶々 他）
- 幻獣契約クリプトラクト（パンドラ）
- 御城プロジェクト:RE〜CASTLE DEFENSE〜（プラハ城）
- クイズRPG 魔法使いと黒猫のウィズ（2017年 - 2018年、エクセリア・クルス、木之本桜）
- 崩壊3rd（謎の声、シーリン、武装人形「シーリン」）
- さんぽけ〜三国志大戦ぽけっと〜（ネロ・クラウディウス）
- マギアレコード 魔法少女まどか☆マギカ外伝（かずみ / 昴かずみ）
- グラフィティスマッシュ（アリス）

2018年
- プリンセスコネクト！Re:Dive（2018年 - 2024年、イリヤ・オーンスタイン）
- リング☆ドリーム 女子プロレス大戦（南城檸檬）
- 天華百剣-斬-（七星剣）
- 暁のエピカ -Union Brave-（メイプル）
- 夜明けのベルカント（アーシャ）
- グリムノーツ Repage（女神キュベリエ）

2019年
- LoveR（冴稀陽茉利）
- 蒼藍の誓い ブルーオース（赤城、ヘレナ）
- カードキャプターさくら ハピネスメモリーズ（木之本桜）
- ラブプラス EVERY（小早川凛子）
- 星鳴エコーズ（花折伊吹）
- ワールドフリッパー（カリオストロ）

2020年
- LoveR Kiss（冴稀陽茉利）
- エースヴァージン: 再出撃（スピットファイア）
- ソードアート・オンライン アリシゼーション リコリス（カーディナル）
- エースアーチャー（高天原）
- ぷよぷよ!!クエスト（木之本桜）
- 雀魂（エリサ）

2021年
- ブルーアーカイブ -Blue Archive-（2021年 - 2022年、連河チェリノ〈初代〉）
- ドールズフロントライン（PM5）
- ブラック・サージナイト（エディンバラ）
- ガールズコントラクト（クエーサー）
- モンスターストライク（カノン）
- グランサガ（レア）

2022年
- プリコネ！グランドマスターズ（イリヤ）
- 逆転オセロニア（フェイルノート）
- #コンパス ライブアリーナ（2022年 - 2023年、Voidoll）
- ファイアーエムブレム ヒーローズ（2022年 - 2024年、エンブラ）

2023年
- ディズニー ツイステッドワンダーランド（主任〈シュラウド家母〉）
- 幻塔（フェンリル）

2024年
- 白猫ゴルフ（エクセリア・クルス）

2025年
- ウマ娘 プリティーダービー（ハイセイコー）

### 吹き替え

#### 映画
- 硝子の塔（1994年）※ソフト版

#### テレビドラマ
- アボンリーへの道（1996年 - 1997年、セーラ・スタンリー〈サラ・ポーリー〉）
- ERV 緊急救命室「101話：奇跡を起こせし人」（1998年、ローラ）

#### アニメ
- マンフィーのふしぎな冒険（1994年、ピンキー）
- トムとジェリー（2014年、ニブルス）※コスミック出版版

#### 人形劇
- きかんしゃトーマス（1995年、ナンシー）

### ラジオ
※はインターネット配信。
1990年代
- ピクチャーランドCLUBII（1995年1月 - 1996年9月、ラジオ関西 データムポリスター広報番組）
- もっと!ときめきメモリアル（1995年4月15日 - 1996年3月30日、文化放送）
- ファンタジーワールド -木曜- MAZE爆熱アワー（1996年4月11日 - 9月、TBSラジオ）
- 金月真美 MOONLIGHT LIPS（1996年10月 - 1997年9月26日、NACK5）
- VOICE OF WONDERLAND（1996年11月、JFN）
- CLUBときめきメモリアル（1997年4月 - 1998年3月、文化放送・ラジオ大阪）
- 電脳戦隊ヴギィ'ズ★エンジェルSSR（1997年4月5日 - 9月27日、ラジオ関西）
- 氷上恭子と丹下桜のドラゴン探偵局（1997年10月7日 - 1998年9月、TOKYO FM）
- 2010年ラジオの旅 アンドロイド・アナ MAICO 2010（1997年 - 1998年、ニッポン放送）
- 氷上・丹下のトラブルチョコレート（1998年10月 - 1999年3月、TOKYO FM）
- Alice ON WONDER-NET（1998年11月1日 - 1999年3月28日、NACK5）
- 氷上・丹下のトラチョコ・チャット（1999年4月 - 2000年3月、TOKYO FM）

2000年代
- 丹下桜のRADIO・A・La・Mode（2009年10月11日 - 2023年3月25日、超!A&G+※）

2010年代
- あにゃまる探偵キルミンずぅラジオ＋（2010年2月4日 - 2010年3月25日、ラジオ大阪・アニメイトTV※）
- Webラジオペースメーカー（2012年4月14日 - 2014年3月11日、HiBiKi Radio Station※）SPレギュラー
- とことん快眠すやすやソング（2012年9月3日 - 28日、NHK-FM）
- 怒髪天 増子直純兄ィのロックな労働相談室（2013年4月27日 - 2014年3月29日、NHKラジオ第1）
- Fate/EXTRA 月海原学園放送部（2013年7月22日 - 2014年12月19日、アニメイトTV※）
- 今夜もLBR!!（2014年3月25日 - 2015年3月24日、音泉※）
- 彼女がフラグをおられたらじお（2014年4月4日 - 7月18日、音泉※）
- ミュ〜コミ+プラス サポーターズ+ガールフレンド（仮）（2014年6月・10月、クロエ・ルメール役で担当、ニッポン放送）
- ちきゅうラジオ（2018年4月 - 、すずめ役、NHKラジオ第1）
- カードキャプターさくら クリアカード編 ハピネスメモリーズ 〜ハピメモラジオ〜（2019年2月26日 - 2020年5月19日、HiBiKi Radio Station※）

2020年代
- story telling cafe（2023年7月1日 - 、YouTube※）

### ドラマCD
1994年
- ナーシサス・ブラック〜天使が堕ちた日〜（橘高怜水の子供時代）

1995年
- お嬢様捜査網 〜卒業クロスワールド・ドラマ・コレクション〜（周麗華）
- ザ・キング・オブ・ファイターズ'94（ユリ・サカザキ）
- キューティ天使・超豪華 夢の祭典（蘭華）
- ツインビーPARADISE2（ソレイユ）
- 電撃CD文庫EX ヴァンパイア 〜ザ ナイト ウォーリアーズ〜（フェリシア）
- ファンタシースター 〜封じられし記憶〜（NM-2011）
- 負けるな!魔剣道（マケンロー）
- ようこそ!微笑寮へ イメージアルバム（間島麻琴）
- 真・聖刻 プレリュード CDシネマ（ミシェルダ）
- 瑠璃丸伝 当世しのび草紙（風華）

1996年
- アンジェリーク外伝 〜無限音階〜 Vol.1 - Vol.4（ル＝アナ）
- スーパーリアル麻雀PVメモリーズ（早坂晶）
- 電脳戦隊ヴギィ'ズ★エンジェル（ミディ・ザ・ガール） - 12作品
- 月刊ときめきメモリアル - 17作品
- パラサイト・イヴ（安斉麻里子）
- MAZE☆爆熱時空（ミル・ヴァルナ） - 8作品
- メルティランサー イースタンメトロポリス事件ファイル #0 - 4（アンジェラ）

1997年
- あやかし忍伝 くの一番 外伝（其之壱） - （其之弐）（久野月葉）
- エルフィンパラダイス（ローズマリー）
- トゥルー・ラブストーリー ドラマCDシリーズ VOL.3 〜夏色のハーモニー〜（南弥生）
- 2010年ラジオの旅 アンドロイドアナMAICO-2010（MAICO）
- ネクストキング「恋の千年王国 外伝（サフラン・ジプシーワート）
- 紅屋25時 〜メインディッシュはミステリー2〜（ドラマ｢マニ車｣に参加）
- プリズムコート（笹沢早苗）
- ボイスパラダイス（ローズマリー）
- 炎の蜃気楼 鷲よ、誰がために翔ぶ（仰木美弥）
- マネーアイドルエクスチェンジャー（三越さくら）
- 悠久幻想曲 ドラマCD（マリア・ショート）

1998年
- カードキャプターさくら オリジナルドラマアルバム（木之本桜） - 2作品
- ドラマCD きらきら馨る 1 - 2（沙桐）
- 天からトルテ! CDドラマ（トルテ）
- ときめきメモリアル 虹色の青春 forever Vol.1 - 5（秋穂みのり）
- ときめきメモリアル 彩のラブソング with you vol.1 - 5（秋穂みのり）
- ドラマCD トラブルチョコレート vol.1 - 2（ヒナノ、アズキ 他）
- BURN-UP EXCESS plus FILE 1 - 5（リリカ）
- 悠久幻想曲 2nd Album ドラマCD vol.1 - 2（マリア・ショート）
- 雷弩機兵ガイブレイブ ラジオドラマ Vol.1 - 3（ガイリータ）

1999年
- 餓沙羅鬼見聞録（村井沙生中尉） - 2作品
- D・N・ANGEL WINK シリーズ（原田梨紗）
- HEAVEN Vol.1 ROOM／妻（ドラマ「同居人」)
- CDドラマ・コレクションズ 封神演義 LEVEL Ⅰ - Ⅲ（雷震子）
- 悠久幻想曲 ensemble ドラマCD vol.1 - 2（マリア・ショート）
- REVIVE... 〜蘇生〜 CDドラマ portrait-1 - 2（穂高由月）

2000年
- 無限のリヴァイアス 第1巻 - 第3巻（和泉こずえ）
- CDドラマDUO 彼方から Vol.4（ジーナハース）
- D・N・ANGEL WINK Drama Compact Disc TARGET:SLEEPING BEAUTY（原田梨紗）
- 人形草紙あやつり左近 オリジナル・ドラマ・アルバムⅡ 〜外伝 怨恋振袖業火地獄〜（秋月四帆）
- 悠久組曲 All Star Project ドラマCD vol.1（マリア・ショート）

2005年
- まんすりぃ 萌音 シリーズ（松嶋友萌） - 8作品

2009年
- ファンタシースター 〜封じられし記憶〜 ドラマCD&ファンブック

2010年
- 停電少女と羽蟲のオーケストラ 第三楽章：命（李朱）
- P.S.すりーさん 2011 〜開幕盤〜（ぴーえすさん）

2011年
- DOG DAYS ドラマBOX vol.1（ビオレ）
- B.A.D. 嗤う髑髏（繭墨あざか）

2012年
- 怪異いかさま博覧亭 第二弾（空木）

2013年
- おひざで寝るの! 〜primavera intermezzo〜（明保野爽香）
- 怪異いかさま博覧亭 第三弾（空木）
- コハトーーク（赤セイバー）※『コンプティーク』2013年10月号付録
- つんでれ萌酒（春日野桜子）※ボイスCM、同梱のドラマCDに出演
- Fate/EXTRA シリーズ（セイバー）

2014年
- おまえをオタクにしてやるから、俺をリア充にしてくれ! ドラマCD vol.2（柏田あかり）
- コクーン・ワールド（タリア）
- 聖剣と魔竜の世界 ドラマCD 「聖剣と魔竜のデッドエアー」（リヴィア＝アウグストゥス）
- みみとしっぽの添い寝の話（カリン）

2015年
- アクエリオンEVOL 禁断合体（クレア・ドロセラ） ※Blu-ray BOX購入特典のドラマCD
- 聖剣と魔竜の世界 ドラマCD「聖剣と魔竜の真世界」（リヴィア＝アウグストゥス）
- 盟約のリヴァイアサン（アナスタシア・ルバシヴィリ）

2016年
- 男の娘の魅力に覚醒して眠れないCD（ゆっきー）
- 賢者の弟子を名乗る賢者（ミラ）
- シンデレラ・イレブン（高円寺ジェシカ）
- ちゃんおぷドラマCD91（ペースメーカーのかよちゃん）

2019年
- バイノーラル百合ドラマCD「ユウヤケホタル」（谷中ほたる）

2020年
- プリンセスコネクト！Re:Dive PRICONNE CHARACTER SONG 14（イリヤ）

### 朗読CD
- music counselor With Healing Voice　リラクセーション ゆったりしよう（1996年）
- music counselor With Healing Voice　自信の回復 きっとできるヨ（1996年）
- バック グランド メッセージ 〜そんなすべてのあなたに〜 Vol.1 至福の眠りへの招待状（トラック17・20に参加、1998年）
- バック グランド メッセージ 〜そんなすべてのあなたに〜 Vol.3 傷ついた心への塗り薬 〜明日のための応援歌〜（トラック10・17に参加、1999年）
- バック グランド メッセージ 〜そんなすべてのあなたに〜 Vol.13 けだるいこの世への憤り 〜ふざけた野郎どもふざけるな！（トラック4・9に参加、1999年）
- バック グランド メッセージ 〜そんなすべてのあなたに〜 Vol.14 もも色天使の不思議な素顔 〜アルコールの仮面を被った天使達（トラック2・9に参加、1999年）

### ラジオCD
- ○わかり声優!! ラジオ予備校（1996年）
- 電脳戦隊ヴギィ'ズ★エンジェルSR 菊池志穂のSUPER RADIO VOL.1 - 2（1996年 - 1997年）ゲスト
- 金月真美 MOONLIGHTLIPS - 10作品[一覧 36]
- ピクチャーランドクラブII.5（1997年）[注 14]
- Alice ON WONDER-NET I - II（1999年）
- ディスク・ジュテーム…3（1999年）ゲスト
- 森川智之＆檜山修之 おまえらのためだろ バラシ！丹下桜編（1999年）ゲスト
- 丹下桜のRADIO・A・La・Mode 〜夏祭り2014〜（2014年）[164][173]
- 彼女がフラグをおられたらじお Vol.2（2014年）[173][164]
- 今夜もLBR!! Vol.1（2014年）[173][164]
- 棺音のチャイカ Vol.3（2015年）[174]

### その他CD
- CDブック 声優への道（1995年）
- 声優グランプリ SOUND IMAGINATION CD MAGAZINE Vol.3（1996年）
- トゥルー・ラブストーリー プレゼントCD（1997年）[注 15]
- 井上喜久子の「月刊お姉ちゃんといっしょ」10月号（1997年）ゲスト
- WOWOWアニメコンプレックス体験版ビデオ＋CD[注 16]（ポニーキャニオン、1998年）

### デジタルコンテンツ
CD-ROM
- 丹下桜のボイスクロック（システムボイス、たきコーポレーション、年度不明）
- 丹下桜のSUPER PREMIUM VOICE CDS（NEC、PC Engine FAN 誌上ソフト通販企画、非売品、年度不明）
- ボイスコレクション Vol.9 丹下桜（システムボイス、株式会社広美、1995年）
- TECH Win Voice Fan（システムボイス、1996年3月号付録CD-ROM、1996年）
- 声優ROM Revolution（早乙女桃子 役、システムボイス、株式会社オーツー、1996年）
- 女神降臨（プリムラ 役、HEXA、1996年）
- ボイスグラフィーVol.1（システムボイス、1996年）
- DATA IMPRESSION 2（システムボイス、新潟キヤノテック、1997年）
- さくらのかんたんチューター：NECスキャナ MultiReader 添付CD-ROM（さくら役、システムボイス、1997年）
- はじめまして! さくらです!（木之本桜 役、システムボイス、1997年）
- 天使のよろこび（フォティ〈キフォティラピア・フルキフェール〉役、マシス開発室、1998年）
- さくらとあそぼ!（木之本桜 役、システムボイス、1999年）
- TECH Win 1999年7月号付録CD-ROM Voice Fan（システムボイス、1999年）
- TECH Win 1999年11月号付録CD-ROM クリックアイドル（システムボイス、1999年）
- さくらとあそぼ2! さくらのパソコンどうぐばこ（木之本桜 役、システムボイス、2000年）

アプリ
- kikel.jp（「人魚姫」と「ピーターパン」の絵本朗読を担当、スマートフォン向けオーディオブックアプリ、2012年）
- 声の本屋さん（赤井美咲 役、アニメーション朗読アプリ、2013年）

動画配信
- 丹下桜とくまいもとこの「スマイルブロードキャスティング」（ニコニコチャンネル、2018年10月・11月・12月）

パソコン
- Type:YOU（オリジナルパソコンのシステムボイス、スマッシュコア、2021年）

### 出演ビデオ
- It's say you!! VOL.1 - 3 ※VOL.2はメインキャスト（日本コロンビア、1995年）
- 声優になる（TBS、1998年）

### 連載
- Dear. stories - 『MEGU』内のコーナー「VOICE ACTOR'S ESSAY」にて掲載された。（1995年12月号 - 1996年12月号）
- 丹下桜のLucky iceream - 『アニメV』にて掲載された。（1996年9月号 - 1997年1月号）
- MAKE ME SMILE - 『声優グランプリ』にて掲載された。（Vol.14（1997年12月号） - Vol.20（1999年1月号）
- 丹下桜の色はさくらいろ - 『ザ・プレイステーション』にて月1で掲載された。（1998年1月9日・16日合併号 - 1998年6月12日・19日合併号）
- From Angel - 『hm3』および『hm3 SPECIAL』にてANGEL名義で掲載された。（hm3 Vol.23（2002年2月） - 終了時期不明）
- 丹下桜の月刊くぅ日記 - アニカンジェイピーにて掲載された。（2010年3月 - 2015年3月）

### その他コンテンツ
- タイトル不明（末っ子恐竜[178]）※初仕事との事
- 炎の蜃気楼 コバルトときめきテレフォン（仰木美弥 役、朗読サービス、1993年）
- 生きている言葉（OL 役、NHK教育、1994年）
- 声優Gift Box（DoCoMo独自のコンテンツ、1998年）
- ワンタメ ミュージックチャンネル「ポリリズム」（ソロパート担当）
- クラリオン 方言版ダウンロードボイス（大神凜子 役[179]、システムボイス、2014年）
- 究極×進化!戦国ブレイク（茶々 役、【鈴の声（冠SR）】と【春風の響（冠UR）】）
- SOTETSUSTORY（そうにゃん）[180]
- パチスロ ガールフレンド（仮）〜聖櫻学園メモリアル〜（クロエ・ルメール）
- Pガールフレンド（仮）（クロエ・ルメール）

## ディスコグラフィ

### シングル
|                    | 発売日         | タイトル                             | 規格品番    | オリコン 最高位 |
| 丹下桜 名義        | 丹下桜 名義    | 丹下桜 名義                          | 丹下桜 名義 | 丹下桜 名義     |
| ------------------ | -------------- | ------------------------------------ | ----------- | --------------- |
| 1st                | 1997年1月1日   | あなたのやり方でだきしめて/True Love | KIDA-7620   | 69位            |
| 2nd                | 1997年6月21日  | MAKE YOU SMILE/今はまだ遠いLovesong  | KIDA-7626   | 86位            |
| 3rd                | 1997年7月24日  | tune my love                         | KIDA-7628   | 76位            |
| 4th                | 1997年8月21日  | 2色だけのパレット/Day dream          | KIDA-7630   | 62位            |
| 5th                | 1998年3月27日  | CATCH UP DREAM                       | KIDA-7640   | 49位            |
| 6th                | 1998年9月4日   | FREE                                 | KIDA-7647   | 47位            |
| 7th                | 1998年11月27日 | Stand by Me                          | KIDA-7649   | 47位            |
| 8th                | 1999年3月5日   | Wonder Network/private link          | KIDA-7652   | 49位            |
| 9th                | 1999年7月23日  | Bright shine on Time                 | KMDS-1      | 47位            |
| 10th               | 1999年9月22日  | TO LOVE                              | KMDS-2      | 41位            |
| 11th               | 2000年2月4日   | 未来からのエアメール                 | KMDS-7      | 50位            |
| ※                  | 2000年3月24日  | IN THE FUTURE                        | TFM-004     | 圈外            |
| Little Seraph 名義 |                |                                      |             |                 |
| 1st                | 2000年11月24日 | AIR COMMUNICATION                    | WFCC-2001   | 圈外            |
| 2nd                | 2001年3月24日  | 奇蹟の風                             | WFCC-2002   | 圈外            |
| 3rd                | 2001年8月31日  | SUN SPLASH                           | WFCC-2005   | 圈外            |
| 4th                | 2002年1月25日  | Holy Love                            | WFCC-2009   | 圈外            |
| ANGEL 名義         |                |                                      |             |                 |
| 1st                | 2002年2月27日  | LOVE                                 | POCE-2047   | 圈外            |
| 2nd                | 2002年5月29日  | SMILE                                | POCE-2069   | 圈外            |
| 3rd                | 2002年8月28日  | CHEER                                | POCE-2080   | 圈外            |
| 4th                | 2002年11月27日 | HAPPY                                | POCE-2085   | 95位            |
| 5th                | 2003年2月26日  | SWEET                                | POCE-2152   | 125位           |
| 6th                | 2003年3月1日   | CHERISH                              | WFCC-2015   | 圈外            |
| 7th                | 2003年5月28日  | PEACE                                | POCE-2154   | 147位           |
| 8th                | 2003年8月27日  | HEALING                              | POCE-2155   | 123位           |
| さくら 名義        |                |                                      |             |                 |
| 1st                | 2004年4月28日  | Cherry A La Mode 〜はじめまして〜    | WYCC-4000   | 129位           |
| 2nd                | 2004年6月30日  | Cherry A La Mode 〜おげんきですか?〜 | WYCC-4001   | 172位           |
| 3rd                | 2004年9月29日  | Cherry A La Mode 〜たからもの〜      | WYCC-4002   | 175位           |
| 4th                | 2004年12月22日 | Cherry A La Mode 〜ありがとう〜      | WYCC-4003   | 圈外            |
| 5th                | 2005年3月23日  | Cherry A La Mode 〜ここにいるよ〜    | WYCC-4005   | 198位           |
| 6th                | 2005年6月29日  | Cherry A La Mode 〜おはよう〜        | WYCC-4006   | 圈外            |
| 7th                | 2005年9月28日  | Cherry A La Mode 〜おやすみ〜        | WYCC-4007   | 171位           |

#### コラボレーション・シングル
|     | 発売日         | タイトル                                                    | 名義              | 規格品番   | オリコン 最高位 |
| --- | -------------- | ----------------------------------------------------------- | ----------------- | ---------- | --------------- |
| 1st | 1999年12月15日 | C.H.O.C.O.                                                  | 丹下桜 & 氷上恭子 | AVDA-14006 | 74位            |
| 2nd | 2000年3月8日   | あなたに逢いたくて ～Missing You～ Millennium Dance Version | 丹下桜 & 氷上恭子 | AVDA-14015 | 70位            |

### アルバム

#### オリジナル・アルバム
|                    | 発売日         | タイトル                      | 規格品番    | オリコン 最高位 |
| 丹下桜 名義        | 丹下桜 名義    | 丹下桜 名義                   | 丹下桜 名義 | 丹下桜 名義     |
| ------------------ | -------------- | ----------------------------- | ----------- | --------------- |
| 1st                | 1996年11月21日 | Be Myself                     | KICA-7726   | 47位            |
| 2nd                | 1997年10月3日  | MAKE YOU SMILE                | KICA-7802   | 26位            |
| 3rd                | 1998年9月23日  | New Frontier                  | KICA-7894   | 23位            |
| 4th                | 1999年10月22日 | Neo-Generation                | KMCS-4      | 20位            |
| 5th                | 2011年3月30日  | VOCALIUM                      | XQKE-1001   | 66位            |
| Little Seraph 名義 |                |                               |             |                 |
| 1st                | 2001年10月5日  | WONDER-MUSEUM                 | WFCC-2006   | 圈外            |
| 2nd                | 2003年1月1日   | WONDER MUSEUM 2               | WFCC-2014   | 圈外            |
| ANGEL 名義         |                |                               |             |                 |
| 1st                | 2003年3月26日  | CHERISH                       | POCE-2153   | 216位           |
| 2nd                | 2003年10月29日 | RAINBOW                       | POCE-2156   | 180位           |
| さくら 名義        |                |                               |             |                 |
| 1st                | 2005年2月23日  | Cherry A La Mode Collection 1 | WYCC-4004   | 圈外            |
| 2nd                | 2005年12月7日  | Cherry A La Mode Collection 2 | WYCC-4008   | 圈外            |

#### ミニ・アルバム
|                    | 発売日         | タイトル                     | 規格品番    | オリコン 最高位 |
| 丹下桜 名義        | 丹下桜 名義    | 丹下桜 名義                  | 丹下桜 名義 | 丹下桜 名義     |
| ------------------ | -------------- | ---------------------------- | ----------- | --------------- |
| 1st                | 1995年11月25日 | Love Stories                 | TKCA-70769  | 圈外            |
| 2nd                | 1999年3月26日  | Alice                        | KICA-7956   | 41位            |
| 3rd                | 2009年4月29日  | 桜きみに咲きますように…      | WYCC-4013   | 182位           |
| 4th                | 2012年3月28日  | liberty                      | XQKE-1005   | 130位           |
| 5th                | 2013年3月20日  | おやすみなさい。いい夢を。。 | XQKE-1006   | 125位           |
| 6th                | 2015年3月18日  | shooting star                | XQKE-1007   | 121位           |
| Little Seraph 名義 |                |                              |             |                 |
| 1st                | 2004年10月31日 | FULL VOICE                   | WFCC-2020   | 圈外            |
| さくら 名義        |                |                              |             |                 |
| 1st                | 2006年10月25日 | 空と風ときみとぼく           | WYCC-4009   | 圈外            |
| 2nd                | 2007年10月14日 | Venus Note                   | WYCC-4012   | 圈外            |

#### ベスト・アルバム
|             | 発売日        | タイトル                              | 規格品番    | オリコン 最高位 |
| 丹下桜 名義 | 丹下桜 名義   | 丹下桜 名義                           | 丹下桜 名義 | 丹下桜 名義     |
| ----------- | ------------- | ------------------------------------- | ----------- | --------------- |
| 1st         | 2000年3月16日 | SAKURA                                | KMCS-8      | 29位            |
| 2nd         | 2000年8月3日  | MARINE                                | KMCS-9      | 47位            |
| 3rd         | 2001年1月24日 | SPUR                                  | KMCS-19     | 53位            |
| 4th         | 2011年6月8日  | 丹下桜 パーフェクト・ベスト           | KICS-1660   | 157位           |
| 5th         | 2011年6月29日 | Music A La Mode                       | XQKE-1003/4 | 108位           |
| 6th         | 2017年3月22日 | 君だけが使える魔法                    | XQKE-1008/9 | 113位           |
| さくら 名義 |               |                                       |             |                 |
| 1st         | 2007年3月21日 | 10th anniversary BEST さくらselection | WYCC-4010   | 圈外            |

#### 企画アルバム
|             | 発売日        | タイトル         | 規格品番    | オリコン 最高位 |
| 丹下桜 名義 | 丹下桜 名義   | 丹下桜 名義      | 丹下桜 名義 | 丹下桜 名義     |
| ----------- | ------------- | ---------------- | ----------- | --------------- |
| 1st         | 2010年2月10日 | Musees de Sakura | SSCX-10506  | 48位            |

#### その他
| 発売日        | タイトル                         | 規格品番    |             |             |
| 丹下桜 名義   | 丹下桜 名義                      | 丹下桜 名義 | 丹下桜 名義 | 丹下桜 名義 |
| ------------- | -------------------------------- | ----------- | ----------- | ----------- |
| 1999年8月27日 | SAKURA TANGE INSTRUMENTAL TRACKS | KMCA-22     |             |             |
| ANGEL 名義    |                                  |             |             |             |
| 2002年5月24日 | LIVE・ANGEL                      | WFCC-2012   |             |             |

### CDブック
|                    | 発売日             | タイトル                      | 規格品番           |                    |
| Little Seraph 名義 | Little Seraph 名義 | Little Seraph 名義            | Little Seraph 名義 | Little Seraph 名義 |
| ------------------ | ------------------ | ----------------------------- | ------------------ | ------------------ |
| 1st                | 2001年7月27日      | Angel Poetry / ANGELIC ALICE  | WFCC-2003          |                    |
| 2nd                | 2001年11月23日     | Angel Poetry2 / ANGELIC ALICE | WFCC-2007          |                    |
| 3rd                | 2002年3月31日      | Angel Poetry3 / ANGELIC ALICE | WFCC-2010          |                    |

### タイアップ曲
| 楽曲                                          | タイアップ                                                                     | 時期   |
| --------------------------------------------- | ------------------------------------------------------------------------------ | ------ |
| あなたのやり方でだきしめて                    | TBSラジオ『ファンタジーワールド MAZE爆熱アワー』1996年11月度エンディングテーマ | 1996年 |
| MAKE YOU SMILE                                | 文化放送『CLUBときめきメモリアル』エンディングテーマ（1代目）                  | 1997年 |
| 今はまだ遠いLovesong                          | ドラマCD『ときめきメモリアル 虹色の青春』エンディングテーマ                    | 1997年 |
| tune my love                                  | ラジオドラマ『2010年ラジオの旅 アンドロイドアナ MAICO2010』エンディングテーマ  | 1997年 |
| コズミック・ラプソディー                      | ラジオドラマ『2010年ラジオの旅 アンドロイドアナ MAICO2010』イメージソング      | 1997年 |
| 2色だけのパレット                             | 文化放送『CLUBときめきメモリアル』エンディングテーマ（2代目）                  | 1997年 |
| Day dream                                     | KBS京都『金月真美のMOONLIGHT LIPS』エンディングテーマ                          | 1997年 |
| CATCH UP DREAM                                | 文化放送『CLUBときめきメモリアル』エンディングテーマ（3代目）                  | 1998年 |
| それがあなたのいいところ                      | ドラマCD『ときめきメモリアル 虹色の青春』イメージソング                        | 1998年 |
| Stand by Me                                   | JFN『丹下・氷上のトラブルチョコレート』オープニングテーマ                      | 1998年 |
| Wonder Network                                | NACK5『Alice ON WONDER-NET』オープニングテーマ                                 | 1999年 |
| private link                                  | NACK5『Alice ON WONDER-NET』エンディングテーマ                                 | 1999年 |
| Thinking Of You                               | NACK5『Alice ON WONDER-NET』エンディングテーマ                                 | 1999年 |
| Bright shine on Time                          | JFN『氷上・丹下のトラチョコ・チャット』オープニングテーマ                      | 1999年 |
| TO LOVE                                       | JFN『氷上・丹下のトラチョコ・チャット』オープニングテーマ                      | 1999年 |
| Neo-Generation                                | JFN『氷上・丹下のトラチョコ・チャット』オープニングテーマ                      | 1999年 |
| ハッピーアプローチ                            | JFN『氷上・丹下のトラチョコ・チャット』オープニングテーマ                      | 1999年 |
| 未来からのエアメール                          | JFN『氷上・丹下のトラチョコ・チャット』オープニングテーマ                      | 2000年 |
| You Are My Destiny                            | ラジオ『丹下桜のRADIO・A・La・Mode』オープニングテーマ                         | 2009年 |
| キセキ 〜キミへの道のり〜                     | ラジオ『丹下桜のRADIO・A・La・Mode』オープニングテーマ                         | 2010年 |
| more than loving you                          | ラジオ『丹下桜のRADIO・A・La・Mode』エンディングテーマ                         | 2010年 |
| キセキ 〜わたしの道のり〜 （Re-arrange ver.） | ラジオ『丹下桜のRADIO・A・La・Mode』オープニングテーマ                         | 2011年 |
| きみのためにできること                        | ラジオ『丹下桜のRADIO・A・La・Mode』エンディングテーマ                         | 2011年 |
| liberty                                       | ラジオ『丹下桜のRADIO・A・La・Mode』オープニングテーマ                         | 2012年 |
| 好き、たぶん、好き                            | ラジオ『丹下桜のRADIO・A・La・Mode』エンディングテーマ                         | 2012年 |
| シェヘラザード                                | ラジオ『丹下桜のRADIO・A・La・Mode』オープニングテーマ                         | 2013年 |
| one more dream                                | ラジオ『丹下桜のRADIO・A・La・Mode』エンディングテーマ                         | 2013年 |
| shooting star                                 | ラジオ『丹下桜のRADIO・A・La・Mode』オープニングテーマ                         | 2014年 |
| my little love                                | ラジオ『丹下桜のRADIO・A・La・Mode』エンディングテーマ                         | 2014年 |
| Let me cheer                                  | ラジオ『丹下桜のRADIO・A・La・Mode』オープニングテーマ                         | 2015年 |
| airway blue                                   | ラジオ『丹下桜のRADIO・A・La・Mode』エンディングテーマ                         | 2015年 |
| 君だけが使える魔法                            | ラジオ『丹下桜のRADIO・A・La・Mode』オープニングテーマ                         | 2016年 |
| リリコイ                                      | ラジオ『丹下桜のRADIO・A・La・Mode』エンディングテーマ                         | 2016年 |

### 映像作品
|     | 発売日         | タイトル                  | 規格品番 | オリコン最高位 |
| --- | -------------- | ------------------------- | -------- | -------------- |
|     | 1997年6月21日  | KONAMI ALL STAR FESTA '97 |          |                |
| 1st | 1998年10月9日  | New Frontier              |          |                |
|     | 1999年12月18日 | VOICE FESTIVAL TO 2000    |          |                |
|     | 2013年1月16日  | TYPE-MOON Fes.BD-BOX      |          |                |

### 作詞提供
- 『タツノコ VS. CAPCOM CROSS GENERATION OF HEROES』主題歌「across the border」
- ワンタメ ミュージックチャンネル「チャーミー・ミラクル」
- rain book「お家へ帰ろう」（シングル「心の力/お家へ帰ろう」、アルバム『slow music』収録）「野ばら」（シングル「心の力/お家へ帰ろう」収録）「あの子はだぁれ?」（アルバム『いつもの風景』収録）
- 後藤沙緒里アルバム『f』『platinum』
- 竹達彩奈 シングル『マシュマロ』
- 『ガールフレンド（♪）』クロエ・ルメール楽曲「NPMな彼女デス（ニッポン萌えな彼女デス）」「乙女無双クロエ譚」
- 『グランブルーファンタジー』キャラクターソング「Never Ending Fantasy」「7日間かけて世界を創るより可愛い女の子1人創った方がいい」「Happy New Genesis GRANBLUE FANTASY」

### キャラクターソング
| 発売日   | 商品名                                                                     | 歌 | 楽曲                                                                                                   | 備考                                                                                           |
| 1995年   | 1995年                                                                     | 1995年 | 1995年                                                                                                 | 1995年                                                                                         |
| -------- | -------------------------------------------------------------------------- | --- | --- | ---------------------------------------------------------------------------------------------- |
| 2月21日  | ママレード・フェイス                                                       | 佐久間すず（丹下桜） | 「エンジェル」                                                                                         | テレビアニメ『ママレード・ボーイ』キャラクターソング                                           |
| 5月31日  | スーパーリアル麻雀PV（Windows 95版）                                       | 早坂晶（丹下桜） | 「知らんぷりの天使」                                                                                   | ゲーム『スーパーリアル麻雀PV』関連曲                                                           |
| 1996年   |                                                                            | | |                                                                                                |
| 1月20日  | もっともっとRadical Fight!                                                 | エンジェルス | 「もっともっとRadical Fight!」                                                                         | ドラマCD『電脳戦隊ヴギィ'ズ★エンジェル』オープニングテーマ                                     |
| 3月20日  | 電脳戦隊ヴギィ'ズエンジェル Vol.1                                          | エンジェルス | 「Gimme Love」                                                                                         | ドラマCD『電脳戦隊ヴギィ'ズ★エンジェル』関連曲                                                 |
| 3月20日  | 電脳戦隊ヴギィ'ズエンジェル Vol.1                                          | ミディ（丹下桜） | 「恋のHo-Tei-Shiki」                                                                                   | ドラマCD『電脳戦隊ヴギィ'ズ★エンジェル』関連曲                                                 |
| 4月24日  | 恋の捜査網                                                                 | Virgo | 「恋の捜査網」                                                                                         | OVA『お嬢様捜査網』主題歌                                                                      |
| 4月24日  | 恋の捜査網                                                                 | Virgo | 「恋はいつもBeautiful」                                                                                | OVA『お嬢様捜査』エンディングテーマ                                                            |
| 4月24日  | MAZE☆爆熱時空 幻光流2                                                      | ミル・ヴァルナ（丹下桜） | 「愛してウキュウキュ」                                                                                 | ドラマCD『MAZE☆爆熱時空』関連曲                                                                |
| 4月25日  | メルティーソングコレクション                                               | アンジェラ（丹下桜） | 「風の記憶」 「もうやめて！」                                                                          | ゲーム『メルティランサー』関連曲                                                               |
| 5月21日  | 電脳戦隊ヴギィ'ズエンジェル Vol.2                                          | エンジェルス | 「やるっきゃないわ」                                                                                   | ドラマCD『電脳戦隊ヴギィ'ズ★エンジェル』関連曲                                                 |
| 7月20日  | 電脳戦隊ヴギィ'ズエンジェル Vol.3                                          | エンジェルス | 「Girl Friends」                                                                                       | ドラマCD『電脳戦隊ヴギィ'ズ★エンジェル』関連曲                                                 |
| 8月7日   | ときめきメモリアル piano collection                                        | 秋穂みのり（丹下桜） | 「あしたいろのベンチ〜ショッピング〜」                                                                 | ゲーム『ときめきメモリアル』キャラクターソング                                                 |
| 9月21日  | 電脳戦隊ヴギィ'ズエンジェル Vol.4                                          | エンジェルス | 「POPCORN TOWN」                                                                                       | ドラマCD『電脳戦隊ヴギィ'ズ★エンジェル』関連曲                                                 |
| 11月21日 | 電脳戦隊ヴギィ'ズエンジェル Vol.5                                          | エンジェルス | 「STARliGHT」                                                                                          | ドラマCD『電脳戦隊ヴギィ'ズ★エンジェル』関連曲                                                 |
| 1997年   |                                                                            | | |                                                                                                |
| 1月21日  | トゥルー・ラブストーリー イメージアルバム メモリアル ソングス              | 南弥生（丹下桜） | 「Half Moon」                                                                                          | ゲーム『トゥルー・ラブストーリー』関連曲                                                       |
| 2月21日  | 電脳戦隊ヴギィ'ズ★エンジェル音楽集 THE SONG FOR SONGS                      | ちぇりっしゅ♥もんきぃ | 「がんばれ! 男の子」                                                                                   | 『電脳戦隊ヴギィ'ズ★エンジェル』関連曲                                                         |
| 9月20日  | もっともっとRadical Fight! ［ニューバージョン］                            | エンジェルス | 「もっともっとRadical Fight! ［ニューバージョン］」                                                    | OVA『電脳戦隊ヴギィ'ズ★エンジェル』オープニングテーマ                                          |
| 9月20日  | もっともっとRadical Fight! ［ニューバージョン］                            | ちぇりっしゅ♥もんきぃ | 「がんばれ! 男の子 [ニューバージョン]」                                                                | OVA『電脳戦隊ヴギィ'ズ★エンジェル VOL.1』エンディングテーマ                                    |
| 9月26日  | The Song book Of Elfin Paradise 〜妖精楽園歌曲集〜                         | ローズマリー（丹下桜） | 「HAPPY FAIRY (ローズマリーになろうバージョン)」                                                       | ゲーム『エルフィンパラダイス』関連曲                                                           |
| 9月26日  | The Song book Of Elfin Paradise 〜妖精楽園歌曲集〜                         | ローズマリー（丹下桜） | 「Only for you (ローズマリーになろうバージョン)」                                                      | ゲーム『エルフィンパラダイス』関連曲                                                           |
| 11月21日 | True Love Storyボーカルコレクション                                        | 南弥生（丹下桜） | 「赤い傘」                                                                                             | ゲーム『トゥルー・ラブストーリー』関連曲                                                       |
| 1998年   |                                                                            | | |                                                                                                |
| 4月20日  | The Song for Songs 2                                                       | ミディ（丹下桜） | 「涙の5秒前」                                                                                          | ドラマCD『電脳戦隊ヴギィ'ズ★エンジェル』関連曲                                                 |
| 4月24日  | 天からトルテ                                                               | トルテ（丹下桜） | 「QT」                                                                                                 | ドラマCD『天からトルテ!』挿入歌                                                                |
| 4月24日  | ときめきメモリアル 虹色の青春 forever Vol.4                                | 秋穂みのり（丹下桜） | 「道」                                                                                                 | ゲーム『ときめきメモリアル 虹色の青春』関連曲                                                  |
| 5月20日  | MAICOは踊る                                                                | MAICO（丹下桜） | 「MAICOは踊る」                                                                                        | テレビアニメ『アンドロイド・アナ MAICO 2010』オープニングテーマ                                |
| 5月20日  | MAICOは踊る                                                                | MAICO（丹下桜） | 「デフォルトの笑顔」                                                                                   | テレビアニメ『アンドロイド・アナ MAICO 2010』エンディングテーマ                                |
| 6月3日   | カードキャプターさくら Character Single SAKURA                             | 木之本桜（丹下桜） | 「プリズム」                                                                                           | テレビアニメ『カードキャプターさくら』挿入歌                                                   |
| 7月23日  | カードキャプターさくら オリジナルサウンドトラック                          | 木之本桜（丹下桜） | 「しあわせの魔法」                                                                                     | テレビアニメ『カードキャプターさくら』関連曲                                                   |
| 11月18日 | アンドロイド・アナMAICO2010 音楽編アルバム1 MAICO印の選曲屋さん            | MAICO（丹下桜） | 「恋してキッス」                                                                                       | テレビアニメ『アンドロイド・アナ MAICO 2010』挿入歌                                            |
| 12月19日 | カードキャプターさくら オリジナルサウンドトラック2                         | 木之本桜（丹下桜） | 「Catch You Catch Me」                                                                                 | テレビアニメ『カードキャプターさくら』関連曲                                                   |
| 1999年   |                                                                            | | |                                                                                                |
| 1月21日  | カードキャプターさくら キャラクターソングブック                            | 木之本桜（丹下桜）、ケルベロス（久川綾） | 「ずっとずっとずっと」                                                                                 | テレビアニメ『カードキャプターさくら』関連曲                                                   |
| 3月3日   | 忍たま乱太郎 続 忍たまファミリー大集合ベストセレクション                   | ユキ（丹下桜）、トモミ（江森浩子）、シゲ（むたあきこ） | 「ピンクの服」 「恋は神経衰弱」 「気になるあいつ」                                                     | テレビアニメ『忍たま乱太郎』関連曲                                                             |
| 3月3日   | アンドロイド・アナ MAICO 2010 音楽編アルバム2 ゆきえちゃんと愉快な仲間たち | MAICO（丹下桜） | 「ゆきえちゃんパニック」                                                                               | テレビアニメ『アンドロイド・アナ MAICO 2010』関連曲                                            |
| 3月24日  | カードキャプターさくら オリジナルサウンドトラック Vol.4                    | 木之本桜（丹下桜） | 「ひとつだけ」                                                                                         | テレビアニメ『カードキャプターさくら』関連曲                                                   |
| 5月3日   | 無限のリヴァイアス キャラクターソングコレクション「あしたから」            | 和泉こずえ（丹下桜） | 「独り立つ、私」                                                                                       | テレビアニメ『無限のリヴァイアス』関連曲                                                       |
| 5月21日  | Honey                                                                      | 木之本桜（丹下桜） | 「Honey」                                                                                              | テレビアニメ『カードキャプターさくら』関連曲                                                   |
| 6月17日  | メルティランサー THE 3rdPLANET オリジナルゲームサントラ                    | アンジェラ（丹下桜） | 「IDENTIFY」                                                                                           | ゲーム『メルティランサー』キャラクターソング                                                   |
| 8月18日  | 悠久幻想曲3 Perpetual Blue マキシシングルコレクション Vol.9 BRILLIANT CUT  | マリア・ショート（丹下桜） | 「BRILLIANT CUT」                                                                                      | ゲーム『 悠久幻想曲3 Perpetual Blue』関連曲                                                    |
| 8月25日  | 劇場版カードキャプターさくら オリジナル・サウンドトラック                  | 木之本桜（丹下桜） | 「春宵情歌」                                                                                           | 劇場アニメ『劇場版カードキャプターさくら』関連曲                                               |
| 11月20日 | FRUITS CANDY                                                               | 木之本桜（丹下桜）、大道寺知世（岩男潤子）、ケルベロス（久川綾） | 「FRUITS CANDY」                                                                                       | テレビアニメ『カードキャプターさくら』関連曲                                                   |
| 2001年   |                                                                            | | |                                                                                                |
| 2月21日  | カードキャプターさくら コンプリート・ボーカル・コレクション                | 木之本桜（丹下桜） | 「西風の帰り道」 「春宵情歌（Sweet Lovers Rock Mix）」 「ひとつだけ（Happy Blue Mix）」 「ありがとう」 | テレビアニメ『カードキャプターさくら』関連曲                                                   |
| 2月21日  | カードキャプターさくら コンプリート・ボーカル・コレクション                | 木之本桜（丹下桜）、大道寺知世（岩男潤子） | 「あなたといれば」                                                                                     | テレビアニメ『カードキャプターさくら』関連曲                                                   |
| 2月21日  | カードキャプターさくら コンプリート・ボーカル・コレクション                | 木之本桜（丹下桜）、大道寺知世（岩男潤子）、李苺鈴（野上ゆかな）、佐々木利佳（川上とも子）、柳沢奈緒子（本井英美）、三原千春（松本美和） | 「GET YOUR LOVE」                                                                                      | テレビアニメ『カードキャプターさくら』関連曲                                                   |
| 2009年   |                                                                            | | |                                                                                                |
| 9月2日   | 永遠ダイアリー                                                             | 高嶺愛花（早見沙織）、小早川凛子（丹下桜）、姉ヶ崎寧々（皆口裕子） | 「永遠ダイアリー」                                                                                     | ゲーム『ラブプラス』テーマソング                                                               |
| 11月20日 | ラブプラス Character Single BOX                                            | 小早川凛子（丹下桜） | 「恋のメッセージ」 「青空飛行」                                                                        | ゲーム『ラブプラス』関連曲                                                                     |
| 2010年   |                                                                            | | |                                                                                                |
| 6月9日   | あにゃまる探偵キルミンずぅ アソートCD (1)                                  | 羽鳥カノン（丹下桜） | 「しあわせの輪舞曲」                                                                                   | テレビアニメ『あにゃまる探偵 キルミンずぅ』関連曲                                              |
| 7月21日  | 微笑みフォトグラフ                                                         | 高嶺愛花（早見沙織）、小早川凛子（丹下桜）、姉ヶ崎寧々（皆口裕子） | 「微笑みフォトグラフ」                                                                                 | ゲーム『ラブプラス+』関連曲                                                                    |
| 8月4日   | あにゃまる探偵キルミンずぅ アソートCD (2)                                  | 羽鳥カノン（丹下桜） | 「しあわせの輪舞曲 RONDO MIX」                                                                         | テレビアニメ『あにゃまる探偵 キルミンずぅ』関連曲                                              |
| 2011年   |                                                                            | | |                                                                                                |
| 1月27日  | 歌う ラブプラス                                                            | 高嶺愛花（早見沙織）、小早川凛子（丹下桜）、姉ヶ崎寧々（皆口裕子） | 「バレンタインの愛言葉」                                                                               | ゲーム『ラブプラス』関連曲                                                                     |
| 1月27日  | 歌う ラブプラス                                                            | 小早川凛子（丹下桜） | 「そばかす」 「デリケートに好きして」                                                                  | ゲーム『ラブプラス』関連曲                                                                     |
| 1月27日  | 歌う ラブプラス                                                            | 小早川凛子（丹下桜）、高嶺愛花（早見沙織） | 「アジアの純真」                                                                                       | ゲーム『ラブプラス』関連曲                                                                     |
| 1月27日  | 歌う ラブプラス                                                            | 姉ヶ崎寧々（皆口裕子）、小早川凛子（丹下桜） | 「渚のシンドバッド」                                                                                   | ゲーム『ラブプラス』関連曲                                                                     |
| 12月22日 | NEWラブプラス メインテーマ & 歌う ラブプラス DVD                           | 高嶺愛花（早見沙織）、小早川凛子（丹下桜）、姉ヶ崎寧々（皆口裕子） | 「Colorful Days」 「Colorful Days（リミックスバージョン）」                                            | ゲーム『NEWラブプラス』テーマソング                                                            |
| 2012年   |                                                                            | | |                                                                                                |
| 3月14日  | 神のみキャラCD.神 桂木桂馬 starring 下野紘                                 | 桂木桂馬（下野紘）、杉本四葉（丹下桜） | 「HAPPYEND」                                                                                           | テレビアニメ『神のみぞ知るセカイII』挿入歌                                                     |
| 3月22日  | NEWラブプラス Character Song & Extra Soundtrack                            | 小早川凛子（丹下桜） | 「サンシャインラブ」                                                                                   | ゲーム『NEWラブプラス』関連曲                                                                  |
| 6月1日   | 停電少女と羽蟲のオーケストラ character vocal maxi「透明な、恋なんて。」    | 李朱（丹下桜） | 「透明な、恋なんて。」                                                                                 | ドラマCD『停電少女と羽蟲のオーケストラ』関連曲                                                 |
| 2013年   |                                                                            | | |                                                                                                |
| 3月28日  | Fate/EXTRA CCC LIMITED CHARACTER CD                                        | セイバー（丹下桜） | 「Blossom.」                                                                                           | ゲーム『Fate/EXTRA CCC』エンディングテーマ                                                     |
| 3月28日  | Fate/EXTRA CCC LIMITED CHARACTER CD                                        | セイバー（丹下桜） | 「暴君Majesty」 「此方ノ詩Jupiter」                                                                    | ゲーム『Fate/EXTRA CCC』関連曲                                                                 |
| 2014年   |                                                                            | | |                                                                                                |
| 1月24日  | Fate/EXTRA CCC ルナティックステーション2013                                | セイバー（丹下桜） | 「GRAND」                                                                                              | ゲーム『Fate/EXTRA CCC』関連曲                                                                 |
| 2015年   |                                                                            | | |                                                                                                |
| 1月21日  | ガールフレンド（仮） Blu-ray & DVD Vol.1 特典CD                            | クロエ・ルメール（丹下桜） | 「NPMな彼女デス（〜ニッポン萌えな彼女デス〜）」                                                        | テレビアニメ『ガールフレンド（仮）』関連曲                                                     |
| 2016年   |                                                                            | | |                                                                                                |
| 10月26日 | 7日間かけて世界を創るより可愛い女の子1人創った方がいい GRANBLUE FANTASY    | カリオストロ（丹下桜） | 「7日間かけて世界を創るより可愛い女の子1人創った方がいい」 「Never Ending Fantasy」                    | ゲーム『グランブルーファンタジー』関連曲                                                       |
| 12月21日 | ガールフレンド（仮） キャラクターソングシリーズ Vol.01                     | nonet | 「Now On Stage!!」 「Winter Chime」                                                                    | ゲーム『ガールフレンド（仮）』関連曲                                                           |
| 12月21日 | ガールフレンド（仮） キャラクターソングシリーズ Vol.01                     | クロエ・ルメール（丹下桜） | 「乙女無双クロエ譚」                                                                                   | ゲーム『ガールフレンド（仮）』関連曲                                                           |
| 12月21日 | ガールフレンド（仮） キャラクターソングシリーズ Vol.01                     | エトワール | 「ニッポンは興味深いのです。」                                                                         | ゲーム『ガールフレンド（仮）』関連曲                                                           |
| 12月21日 | ガールフレンド（仮） キャラクターソングシリーズ Vol.01                     | チーム・シンデレラ | 「世界に一つのどこにもない物語」                                                                       | ゲーム『ガールフレンド（仮）』関連曲                                                           |
| 2017年   |                                                                            | | |                                                                                                |
| 7月19日  | ガールフレンド（仮） キャラクターソングシリーズ Vol.07                     | かぶきガールズ | 「とりま、デビューしちゃいますか」                                                                     | ゲーム『ガールフレンド（仮）』関連曲                                                           |
| 2018年   |                                                                            | | |                                                                                                |
| 3月14日  | Precious Memories/初恋A to Z                                               | 神楽坂砂夜（寿美菜子）、風町陽歌（早見沙織）、クロエ・ルメール（丹下桜）、櫻井明音（佐藤利奈）、椎名心実（佐藤聡美）、村上文緒（名塚佳織） | 「Precious Memories」                                                                                  | ゲーム『ガールフレンド（仮）』関連曲                                                           |
| 3月14日  | Precious Memories/初恋A to Z                                               | 神楽坂砂夜（寿美菜子）、風町陽歌（早見沙織）、クロエ・ルメール（丹下桜）、櫻井明音（佐藤利奈）、椎名心実（佐藤聡美）、真白透子（堀江由衣）、村上文緒（名塚佳織） | 「初恋A to Z」                                                                                         | ゲーム『ガールフレンド（仮）』関連曲                                                           |
| 6月23日  | 魔法使いと黒猫のウィズ 5th Anniversary Original Soundtrack                 | セラータ（本渡楓）、リリー（花守ゆみり）、リルム（大和田仁美）、エクセリア（丹下桜）、ガトリン（吉岡麻耶）、アイラ（東城日沙子） | 「キラリ☆ω★NyanRISE!」                                                                                 | ゲーム『クイズRPG 魔法使いと黒猫のウィズ』関連曲                                               |
| 2019年   |                                                                            | | |                                                                                                |
| 4月24日  | ソードアート・オンライン アリシゼーション BD・DVD第4巻特典CD               | カーディナル（丹下桜） | 「Finding the hope」                                                                                   | テレビアニメ『ソードアート・オンライン アリシゼーション』関連曲                                |
| 12月11日 | Can you feel me? 〜私を見つけて〜                                          | 高嶺愛花（早見沙織）、小早川凛子（丹下桜）、姉ヶ崎寧々（皆口裕子） | 「Can you feel me? 〜私を見つけて〜」                                                                  | ゲーム『ラブプラスEVERY』テーマソング                                                          |
| 2021年   |                                                                            | | |                                                                                                |
| 4月1日   | カードキャプターさくら クリアカード編（10）特装版                          | 木之本桜（丹下桜）、李小狼（くまいもとこ） | 「星の手紙」                                                                                           | 『カードキャプターさくら』関連曲                                                               |
| 6月2日   | Fate/Grand Carnival 1st Season 完全生産限定版特典CD                        | マシュ・キリエライト（高橋李依）、ニトクリス（田中美海）、エリザベート・バートリー（大久保瑠美）、酒呑童子（悠木碧）、茨木童子（東山奈央）、女王メイヴ（佐倉綾音）、アタランテ（早見沙織）、謎のヒロインX（川澄綾子）、イシュタル（植田佳奈）、ネロ・クラウディウス（丹下桜）、シトナイ（門脇舞以） | 「すーぱー☆あふぇくしょん」                                                                            | OVA『Fate/Grand Carnival』テーマソング                                                         |
| 2023年   |                                                                            | | |                                                                                                |
| 9月27日  | プリンセスコネクト！Re:Dive PRICONNE CHARACTER SONG 35                     | イリヤ（丹下桜） | 「Gothical Radical † Eternal Wedding」                                                                 | ゲーム『プリンセスコネクト！Re:Dive』挿入歌                                                    |
| 2024年   |                                                                            | | |                                                                                                |
| 3月20日  | Fate/Grand Order 藤丸立香はわからない BD / DVD 完全生産限定版特典CD        | 謎のアイドルX〔オルタ〕（川澄綾子）、ネロ・クラウディウス（丹下桜）、エリザベート・バートリー（大久保瑠美） | 「ビッグバン☆ソング」                                                                                  | Webアニメ『Fate/Grand Order 藤丸立香はわからない「大忘年おたのしみ会2023」』エンディングテーマ |

### その他参加楽曲
| 発売日         | 商品名                                                     | 歌 | 楽曲                                                                | 備考                                                                                       |
| -------------- | ---------------------------------------------------------- | --- | ------------------------------------------------------------------- | ------------------------------------------------------------------------------------------ |
| 1995年4月21日  | フェーダ・スーパー・トラックス                             | 丹下桜 | 「DETONATION」                                                      | 『フェーダ』関連曲                                                                         |
| 1995年4月21日  | 國府田マリ子のRadio Canvas Vol.2                           | 丹下桜 with BELLCliPS | 「星空のホワイトキャッスル」                                        |                                                                                            |
| 1995年5月25日  | 虹色の橋を渡って / 教えてね                                | 丹下桜 | 「教えてね」                                                        | ラジオ関西『ピクチャーランド CLUBⅡ』エンディングテーマ                                     |
| 1995年6月25日  | とうきょうデンキ KIRAKIRA合唱団 THE TV SHOW                | 丹下桜 | 「青春」                                                            | 岩崎良美のカヴァー                                                                         |
| 1995年9月21日  | ようこそ！微笑寮へ イメージアルバム                        | 丹下桜 | 「恋のバースディ」 「「いっしょに帰ろ？」」 「羊 数えてみるけれど」 | 『ようこそ!微笑寮へ』関連曲                                                                |
| 1995年12月5日  | 國府田マリ子のRadio Canvas Special                         | db-FMオールスターズ | 「Talk to me」                                                      |                                                                                            |
| 1996年3月23日  | 國府田マリ子のRadio Canvas Vol.3                           | 丹下桜 with BELLCliPS | 「Parallel Days」                                                   | db-FMキャンペーンソング                                                                    |
| 1996年3月25日  | メルティランサー オリジナル・サウンドトラック              | 野上ゆかな、丹下桜、手塚ちはる | 「イノセント・ソルジャー」                                          | メルティランサー関連曲                                                                     |
| 1997年6月4日   | KONAMI ALL STAR FESTA '97                                  | 丹下桜 | 「あしたいろのベンチ」                                              | 1997年3月に出演したイベントの模様を収録                                                    |
| 1997年6月4日   | KONAMI ALL STAR FESTA '97                                  | 國府田マリ子、柳瀬なつみ、金月真美、丹下桜、上田祐司、バカボン鬼塚、岸野幸正、菊池志穂、伊藤美紀、沼田祐介、菅原祥子、黒崎彩子、土門仁、長沢ゆりか、鶴田加奈子、西原久美子 | 「強いつばさで」                                                    | 1997年3月に出演したイベントの模様を収録                                                    |
| 1999年7月3日   | 10th ANNIVERSARY KONAMI LABEL VOCAL HISTORY COLLECTION     | 丹下桜 | 「今はまだ遠いLovesong」                                            |                                                                                            |
| 1999年12月15日 | C.H.O.C.O                                                  | 丹下桜、氷上恭子 | 「C.H.O.C.O」                                                       | シングルとしてavex modeよりリリース テレビアニメ『トラブルチョコレート』オープニングテーマ |
| 1999年12月15日 | C.H.O.C.O                                                  | 丹下桜、氷上恭子 | 「CHOCOLATE CARNIVAL 」                                             | 「C.H.O.C.O」B面曲。                                                                       |
| 2000年3月8日   | あなたに逢いたくて〜Missing You〜 Millennium Dance Version | 丹下桜、氷上恭子 | 「あなたに逢いたくて〜Missing You〜」                               | シングルとしてavex modeよりリリース テレビアニメ『トラブルチョコレート』エンングテーマ     |
| 2000年3月8日   | あなたに逢いたくて〜Missing You〜 Millennium Dance Version | 丹下桜、氷上恭子 | 「C.H.O.C.O New York Club Mix」                                     | 「あなたに逢いたくて〜Missing You〜」B面曲                                                 |
| 2005年12月21日 | まんすりぃ 萌音 ぼーかるこれくしょん vol.1                 | さくら | 「ガラスの林檎」                                                    | 『萌音』関連曲                                                                             |
| 2005年12月21日 | まんすりぃ 萌音 ぼーかるこれくしょん vol.1                 | さくら | 「悲しみよこんにちは」                                              | 『萌音』関連曲                                                                             |
| 2005年12月21日 | まんすりぃ 萌音 ぼーかるこれくしょん vol.1                 | さくら | 「You're My Only Shinin' Star」                                     | 『萌音』関連曲                                                                             |
| 2006年2月22日  | 萌音 ぼーかるこれくしょん vol.2                            | さくら | 「守ってあげたい [remix]」                                          | 『萌音』関連曲                                                                             |
| 2006年2月22日  | 萌音 ぼーかるこれくしょん vol.2                            | さくら | 「あなたに会えてよかった -Album ver.-」                             | 『萌音』関連曲                                                                             |
| 2006年2月22日  | 萌音 ぼーかるこれくしょん vol.2                            | さくら | 「瑠璃色の地球」                                                    | 『萌音』関連曲                                                                             |
| 2006年3月24日  | まんすりぃ 萌音 さうんどとらっく                           | さくら | 「ガラスの林檎 -サントラMIX-」                                      | 『萌音』関連曲                                                                             |
| 2008年6月27日  | うたのすきなことり                                         | たんげさくら |                                                                     | 絵本『うたのすきなことり』付属CDに収録                                                     |
| 2019年8月12日  | ユウヤケホタル                                             | 丹下桜、原田ひとみ | 「涙が止まらないのは（デュエット ver.）」                           | 同人ドラマCD「ユウヤケホタル」テーマソング（藤田麻衣子の曲のカヴァー）                     |

## ライブ・イベント
| 出演日                    | タイトル                                            | 会場                    |
| ------------------------- | --------------------------------------------------- | ----------------------- |
| 1996年11月21日 - 12月22日 | Be Myself ツアー                                    | 全国10都市10公演        |
| 1997年3月15日 - 4月18日   | 『MAKE YOU SMILE』ツアー                            | 全国5都市5公演          |
| 1998年10月3日、10月11日   | Sakura Tange First Concert Tour "New Frontier" 1998 | 梅田HEAT BEAT 赤坂BLITZ |
| 2000年3月15日 - 4月18日   | ミレニアムコンサートツアー『未来からのエアメール』  | 全国3都市6公演          |
| 2009年5月5日              | LIVE『桜きみに咲きますように』                      | LAPIN ET HALOT          |
| 2009年10月12日            | BAND・SAKURA                                        | SUNPHONIX HALL          |
| 2010年3月28日             | BAND・SAKURA                                        | HARAJUKU QUEST HALL     |
| 2012年3月25日             | BAND・SAKURA                                        | HARAJUKU QUEST HALL     |
| 2014年3月30日             | BAND・SAKURA                                        | HARAJUKU QUEST HALL     |
| 2014年10月26日            | LIVE・SAKURA                                        | NEW SIDE BEACH!!        |
| 2014年12月21日            | LIVE・SAKURA                                        | NEW SIDE BEACH!!        |
| 2015年3月15日             | BAND・SAKURA                                        | HARAJUKU QUEST HALL     |
| 2015年10月25日            | LIVE・SAKURA                                        | NEW SIDE BEACH!!        |
| 2015年12月20日            | LIVE・SAKURA                                        | NEW SIDE BEACH!!        |
| 2016年3月27日             | A&C・SAKURA                                         | ARENA HALL              |
| 2016年10月30日            | LIVE・SAKURA                                        | NEW SIDE BEACH!!        |
| 2016年12月23日            | LIVE・SAKURA                                        | NEW SIDE BEACH!!        |
| 2017年3月19日             | BAND・SAKURA                                        | HARAJUKU QUEST HALL     |
| 2017年10月29日            | LIVE・SAKURA                                        | NEW SIDE BEACH!!        |
| 2017年12月17日            | LIVE・SAKURA                                        | NEW SIDE BEACH!!        |
| 2018年3月25日             | LIVE・SAKURA                                        | NEW SIDE BEACH!!        |
| 2018年12月16日            | LIVE・SAKURA                                        | NEW SIDE BEACH!!        |
| 2019年3月24日             | LIVE・SAKURA                                        | NEW SIDE BEACH!!        |
| 2019年12月15日            | LIVE・SAKURA                                        | NEW SIDE BEACH!!        |

## 書籍
- MAKE YOU SMILE （写真集） - （双葉社 1997年） ISBN 9784575287783
- やさしいピアノソロ / 丹下桜 ベスト・コレクション （スコアブック） - （東京音楽書院 2000年）  ISBN 9784811445526
- SAKURA （アーティストブック） - （TOKYO FM出版 2000年） ISBN 9784887450424
新曲『IN THE FUTURE』収録のCD付き。
- うたのすきなことり （ヒーリング絵本） - （愛育社 2008年） ISBN 9784750003436
たんげさくら名義。イラストは谷口周郎[182]。本編朗読、楽曲収録のCD付き。